# Sidya Touré
Sidya Touré (ur. 1945), gwinejski polityk, premier Gwinei w latach 1996-1999, przewodniczący Unii Sił Republikańskich (UFR) od 2000. Kandydat w wyborach prezydenckich w 2010. 

## Życiorys
Sidya Touré urodził się w 1945. Zdobył licencjat z dziedziny prawa i dyplom Ecole Nationale du Trésor w Paryżu. 
Po zakończeniu studiów rozpoczął pracę urzędniczą w Wybrzeżu Kości Słoniowej (WKS). W latach 1972–1974 był inspektorem ds. kontroli skarbu w Abidżanie. Od 1973 do 1975 pełnił funkcję doradcy technicznego ministra gospodarki i finansów WKS w Międzynarodowym Funduszu Walutowym i Banku Światowym. W latach 1974–1977 zajmował stanowisko dyrektora generalnego administracji w Ministerstwie Handlu WKS. W latach 1977–1983 był dyrektorem iworyjskich państwowych spółek i agencji rolniczych i przemysłowych.
Od 1983 do 1990 zajmował stanowisko dyrektora gabinetu ministra stanu odpowiedzialnego za renegocjację długu publicznego. Od kwietnia do listopada 1999 był odpowiedzialny w gabinecie Prezydenta za Międzyresortowy Komitet Koordynacji i Wzrostu Gospodarczego. Od listopada 1990 do grudnia 1993 pełnił funkcję dyrektora gabinetu premiera Wybrzeża Kości Słoniowej. W latach 1994–1996 był prezesem SOFIG (Towarzystwa Finansowe i Przemysłowe Zatoki). 
Od 9 lipca 1996 do 8 marca 1999 zajmował stanowisko premiera Gwinei. Prezydent Lansana Conté obsadził wówczas stanowisko szefa rządu po raz pierwszy po 12-letniej przerwie. Po dymisji z urzędu został jednym z liderów opozycji. 20 maja 2000 stanął na czele Unii Sił Republikańskich (Union des Forces Républicaines, UFR). 
Razem z innymi przywódcami opozycji w listopadzie 2003 ogłosił bojkot wyborów prezydenckich w grudniu 2003 z powodu podejrzeń o dokonanie przez prezydenta Conté fałszerstw wyborczych. 
W 2009, po dokonaniu w Gwinei zamachu stanu po śmierci Conté przez juntę wojskową, razem z przywódcami innych partii opozycyjnych utworzył Forum Żywych Sił Gwinei (FFVG), koalicję domagającą się powrotu do rządów cywilnych i organizacji wolnych wyborów. 28 września 2009 brał udział w proteście opozycji w Konakry, który został brutalnie stłumiony przez wojsko. W jego trakcie został dotkliwie pobity, a jego dom został splądrowany. 
W 2010 był jednym z kandydatów biorących udział w wyborach prezydenckich w czerwcu 2010. W wyborach 27 czerwca 2010 zajął trzecie miejsce, zdobywając 13,02% głosów i przegrywając z Cellou Dalein Diallo oraz Alphą Condé.
We wrześniu 2021 Sidya Touré wrócił do Gwinei po 10 miesiącach wygnania w Europie.